# باشگاه فوتبال کولشیل تاون
باشگاه فوتبال کولشیل تاون (به انگلیسی: Coleshill Town Football Club) یک باشگاه فوتبال در شهر کولشیل، کشور انگلستان است که در سال ۱۸۹۴ میلادی تأسیس شده‌است.